# Cyrtosperma cuspidispathum
Cyrtosperma cuspidispathum är en kallaväxtart som beskrevs av Cornelis Rugier Willem Karel van Alderwerelt van Rosenburgh. Cyrtosperma cuspidispathum ingår i släktet Cyrtosperma och familjen kallaväxter. Inga underarter finns listade.